# آندیولاوا
آندیولاوا (به لاتین: Andiolava) یک منطقهٔ مسکونی در ماداگاسکار است که در ایوهیبه واقع شده‌است. آندیولاوا ۶٬۰۰۰ نفر جمعیت دارد و ۹۱۵ متر بالاتر از سطح دریا واقع شده‌است.